# Una come te
Una come te è il secondo singolo estratto dall'album La teoria dei colori di Cesare Cremonini, entrato nelle stazioni radiofoniche il 14 settembre 2012.

## Classifiche
| Classifica (2013) | Posizione massima |
| ----------------- | ----------------- |
| Italia            | 36                |
| Italia (airplay)  | 2                 |